# Wrong
Wrong är den första singeln från Depeche Modes studioalbum Sounds of the Universe. Singeln, som är gruppens fyrtiosjätte i ordningen, släpptes den 6 april 2009. Låten blev deras allra sista Trackshit.